# Многокоготник чёрный
Многокоготник чёрный (лат. Rhagonycha atra) — вид жуков-мягкотелок. 

## Описание
Чёрные жуки с жёлтыми ногами. Длина тела взрослых насекомых 4—5 мм. Переднеспинка поперечная. Надкрылья без продольных рёбер.

## Распространение
Вид встречается в Западной Европе, Прибалтике, Белоруссии, европейской части России и Западной Сибири